# Syntemna vernalis
Syntemna vernalis är en tvåvingeart som först beskrevs av Sherman 1921.  Syntemna vernalis ingår i släktet Syntemna och familjen svampmyggor.
Artens utbredningsområde är British Columbia. Inga underarter finns listade i Catalogue of Life.